# Svenne Olsson
Svenne Olsson, egentligen Sven-Åke Olsson, född 5 juli 1972, var förbundskapten för Sveriges herrlandslag i bandy och före detta bandyspelare i bland annat Broberg/Söderhamn Bandy. Totalt har han varit i Broberg, i 14 säsonger. 9 säsonger som spelare, och 5 säsonger som tränare tillsammans med bland andra Ola Hallberg och Stefan Karlsson.